# 汤臣一品

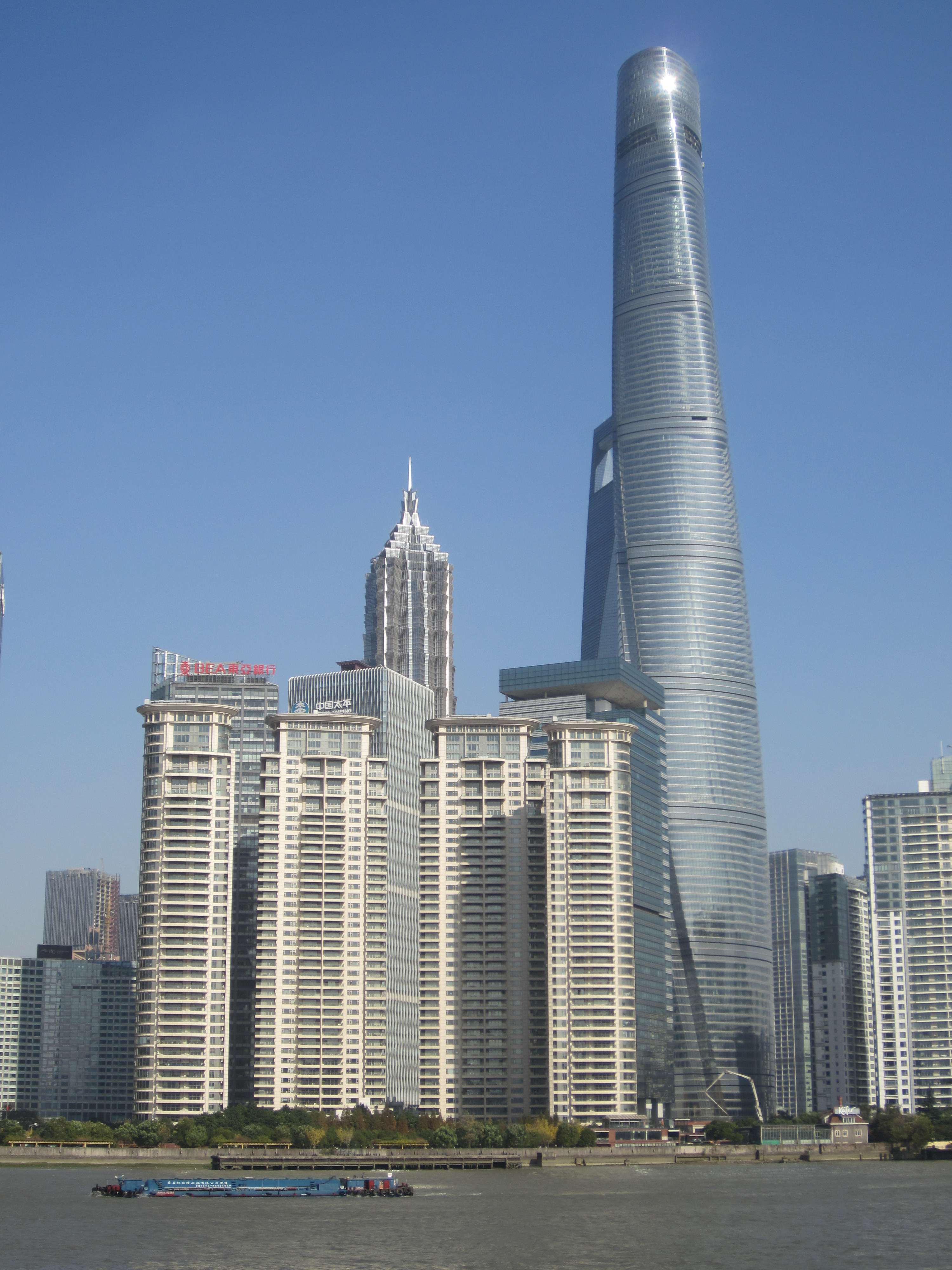
从外滩远眺汤臣一品

汤臣一品（英語：Tomson Riviera）是位于中国上海市浦东新区陸家嘴金融貿易區的一个高級住宅，该公寓由兩幢40层和兩幢44层的超高层组成，由湯臣集團开发。

## 历史
该楼盘于2005年开盘，至2009年初时，总共只卖出四套。2009年，该楼盘共卖出13套。汤臣一品因当年較為先进的设计理念，如今依然是中国高层豪宅的典范。不过随着最近几年高层豪宅的发展，汤臣一品的竞争力在上海開始下滑；在汤臣一品旁的中粮海景壹号的地段差不多，但价格几乎只有汤臣一品的一半。
由于开售时为每平方米11萬元人民幣，被誉为“中国第一豪宅”；至2009年，该公寓均价已升至每平方米13萬元人民幣。2021年10月14号，二手房的价格在每平方米218,336元人民幣。一套五室三厅八卫、824.42平米的户型，价格是一亿八千万元人民幣，需首付6,400万，每月的月供是62万。

## 知名户主
- 徐翔[1]
- 徐勤（中晋系公司负责人）[2]
- 叶璇（香港女艺人）
- 谢娜、张杰（中國娱乐界夫妻）
- 达里奥·孔卡[3]